# Castello Bilquin-de Cartier
Il castello Bilquin-de Cartier è una rocca del XVII secolo situata all'interno della giurisdizione della frazione di Marchienne-au-Pont, ora nel comune di Charleroi, nella provincia dell'Hainaut, Vallonia, Belgio. Il castello è stato classificato come importante sito per il patrimonio culturale della Vallonia nel 1980.